# Tossiat
Tossiat är en kommun i departementet Ain i regionen Auvergne-Rhône-Alpes i östra Frankrike. Kommunen ligger  i kantonen Pont-d'Ain som ligger i arrondissementet Bourg-en-Bresse. Kommunens areal är 10,17 km². År 2022 hade Tossiat 1 389 invånare.

## Befolkningsutveckling
Antalet invånare i kommunen Tossiat
Referens: INSEE